# Jerry Wallwork
Jerry Tuaopepe Wallwork (ur. 29 sierpnia 1972) – samoański zapaśnik walczący w obu stylach. Zdobył cztery złote medale na igrzyskach Pacyfiku w 1999 i 2007. Triumfator miniigrzysk Pacyfiku w 2005. Czterokrotny medalista mistrzostw Oceanii w latach 1998 – 2000 roku.
Był prezydentem federacji Samoa w zapasach i podnoszeniu ciężarów.